# Georges Rouault
Georges Henri Rouault (Paris, 27 de maio de 1871 — Paris, 13 de fevereiro de 1958) foi um pintor francês.

## Biografia

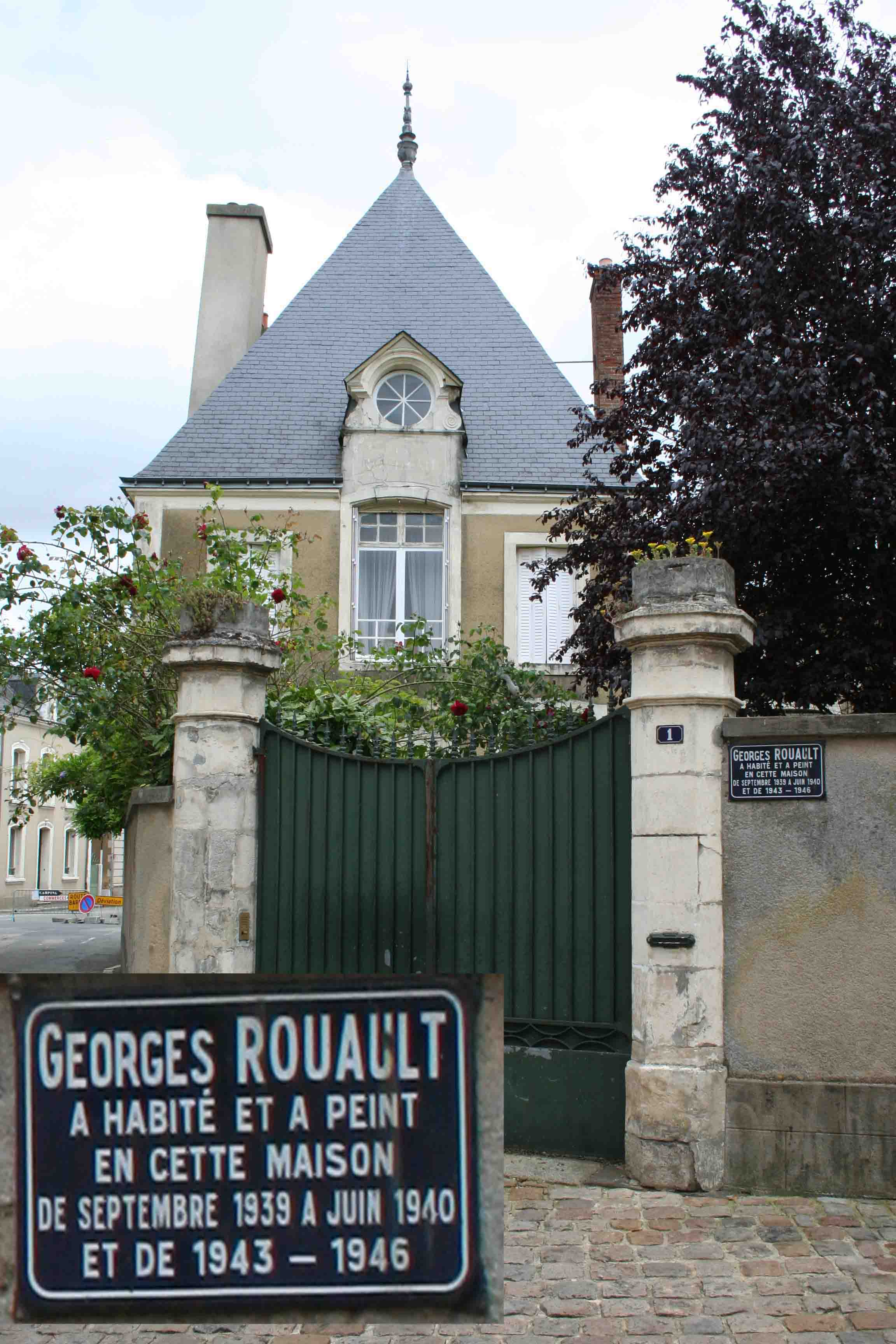
Residência de Georges Rouault em Beaumont sur Sarthe.

Filho de um marceneiro que trabalhava numa fábrica de pianos, Rouault nasceu num dia em que a Comuna de Paris estava a ser bombardeada pelas tropas francesas.
Os seus primeiros contactos com a arte deram-se na Escola de Artes Decorativas. Frequentava essa escola nos seus tempos livres, porque trabalhava como aprendiz no atelier de um mestre vidreiro.
Em 1890 matriculou-se na Escola das Belas Artes de Paris nas aulas dadas por Élie Delaunay. Com a morte de Delaunay, passou a ter aulas com Gustave Moreau que foi também professor de Matisse e de Marquet.
Rouault teve durante alguns tempos da sua vida o cargo de conservador do Museu Moreau.
Em 1908 casou-se com uma pianista de nome Marthe le Sidaner.
Em 1925 foi agraciado com o título de Cavaleiro da Legião de Honra como também já o fora Auguste Renoir.
Com a morte de Rouault o estado francês recebeu da família do artista cerca de oitocentas obras inacabadas.
A sua obra mais importante é, segundo alguns críticos, a série de pranchas que compõem a Miserere. Esta obra que devia ser constituída por 50 pranchas sobre Miserere e 50 pranchas sobre a guerra, acabou por ser formada só por 58 pranchas.

## Prémios
- Prémio Chenavard (1894)

## Obras
- 1897 – Paisagem de noite (Luta nas Obras) (aquarela e pastel sobre papel 63 cm x 85 cm)
- 1894 – O Menino Jesus entre os Doutores (óleo sobre tela 146 cm x 114 cm)
- 1906 – Odalisca (Aquarela e pastel 54 cm x 61 cm)
- 1903 – Banhistas (aquarela sobre papel 44 cm x 33 cm)
- 1906 – Rapariga com Espelho (aquarela sobre cartão 72 cm x 55 cm)
- 1907 – Nu com os Braços ao Alto (A Pentear-se) (aquarela, pastel, tinta da china e óleo 30 cm x 30,5 cm)
- 1909 – Raparigas (óleo 90 cm x 60 cm)
- 1914 – Nus (gouache 50,5 cm x 34 cm)
- 1907 – Bonecos do Salão de Tiro ou Robertos e a "Noiva" (óleo 75 cm x 106 cm)
- 1907 – Ilusionista ou Pierrot (óleo e aquarela sobre papel 44 cm x 33 cm)
- 1905 – La Tabarin (aquarela e pastel 71 cm x 55 cm)
- 1906 – A Amazona ou a Palhaça (aquarela e pastel sobre papel 68,5 cm x 52 cm)
- 1911 – Pierrot Branco (aquarela e pastel 78 cm x 65 cm)
- 1912 – Palhaço Trágico (óleo 89,8 cm x 68,2 cm)
- 1913 – Acrobata XVI ou Lutador (óleo e gouache 104 cm x 73 cm)
- 1917-1920 – O Velho Palhaço (óleo 102 cm x 75,5 cm)
- 1925 – O Velho Palhaço com o seu Cão (óleo 73 cm x 48 cm)
- 1930 - Quem é que não se Maquilha ? (óleo e gouache)
- 1943 – Pierrots Azuis (óleo sobre papel sobre tela 59 cm x 45 cm)
- 1932 – O Palhaço Ferido I (óleo sobre tela 200 cm x 120 cm)
- 1946 – Song Creux (óleo sobre papel sobre tela 34,3 cm x 26,7 cm)
- 1948 – Dueto ou Os dois Irmãos (óleo sobre tela sobre tábua 64 cm x 42 cm)
- 1937-1938 – Pierrot (óleo 55,5 cm x 46 cm)
- 1948 - Pierrot (óleo sobre tela 54 cm x 38 cm)
- 1908 – Juízes (óleo 75 cm x 105 cm)
- 1905 – Os Poulot ou O Casal, zona vermelha (aquarela sobre papel 70 cm x 52 cm)
- 1̈911 – Arrabalde de Grandes Penas ou Mãe e Filhos (grude, têmpera e carvão sobre papel 31 cm x 19,8 cm)
- 1911 – Os Fugitivos ou O Êxodo (pintura opaca e giz sobre cartão 45 cm x 61 cm)
- 1912-1913 – Madame X (pintura à têmpera 31,5 cm x 20 cm)
- 1912-1913 – O Vaidoso ou Super Homem (Têmpera à cola, aquarela e carvão 31 cm x 18 cm)
- 1910-1919 – A Bela Hélene (lavado de tinta da china, têmpera à cola e pastel 31 cm x 19 cm)
- 1918 – O Bom Negro (Para Ubu) (lavado de tinta da china 26 cm x 18,5 cm)
- 1914 – No Hotel (gouache 54 cm x 72 cm)
- 1917 – O Burocrático (lavado e aquarela 30 cm x 17 cm)
- 1917-1927 – Pranchas da série de Miserere
- 1937 – O Velho Rei (óleo sobre tela 75 cm x 53 cm)
- 1944-1948 – Homo Homini Lupus (óleo sobre papel colado sobre tábua 64 cm x 46 cm)
- 1910 – Inverno III (pintura a aguarrás pastel e lápis gorduroso 19,5 cm x 31 cm)
- 1915 – Paisagem Com Grandes Árvores (óleo 78 cm x 57,5 cm)
- 1920-1924 – Jesus no Arrabalde (óleo 92 cm x 74 cm)
- 1930 - …Ao Chegar a Noite Saiu a Lua (30 cm x 48 cm)
- 1939 – Crepúsculo de Beira-mar (óleo 50,5 cm x 65 cm)
- 1937-1939 – Posta de Sol (79,4 cm x 59,7 cm)
- 1935-1936 – Essa Rua Deserta Que Dois Palácios Bordejam (óleo)
- 1937 – Cristo e os Pescadores (óleo sobre tela 68,5 cm x 127,5 cm)
- 1937 - Crepúsculo ou Île de France (óleo 101,5 cm x 72,5 cm)
- 1939 – Barcas de Pescadores Com Sol Poente (óleo 45 cm x 64 cm)
- 1939 – Raminho de Flores em Vaso Amarelo (óleo 34,9 cm x 25 cm)
- 1953 – Flores Decorativas (óleo sobre tábua 94 cm x 64 cm)
- 1939 – Flores Decorativas (óleo 44,5 cm x 33 cm)
- 1952 – Nocturno de Outono (óleo 75 cm x 100 cm)
- 1952 - Fim de Outono III (óleo 104 cm x 74 cm)
- 1911 – O Batismo de Cristo (aquarela e pastel sobre papel colado 63 cm x 58 cm)
- 1914 – Cristo na Cruz (gouache e óleo sobre papel 48 cm x 35 cm)
- 1932 - Cristo Vexado (óleo sobre tela 92 cm x 72,4 cm)
- 1935-1936 – Eis Aqui O Homem (óleo)
- 1935-1936 – O Jardim das Oliveiras (óleo)
- 1935-1936 – O Homem da Mirra (óleo)
- 1938 – Cristo (óleo 67 cm x 48 cm)
- 1937 – Cabeça de Cristo ou Paixão (óleo sobre papel colado sobre tela 105 cm x 75 cm)
- 1945 – Verónica (óleo sobre tela fixada sobre tábua 50 cm x 36 cm)
- 1946 – A Santa Face (50 cm x 36 cm)